# Luis Lemmi
Luis Lemmi fue un jardinero español que trabajó al servicio de Carlos IV de España y su hijo Fernando VII.

## Biografía
Descendía de una familia al servicio de los reyes de España desde Felipe V. Su abuelo paterno Antonio Francisco fue nombrado jardinero mayor del Real Sitio de La Granja de San Ildefonso en 1736, y su padre en 1761. El propio Luis sería jardinero mayor de La Granja en 1766.
Participó en la década de 1770 en el Jardín del Príncipe en Aranjuez para el futuro Carlos IV por entonces príncipe de Asturias. Posteriormente trabajaría de nuevo para este príncipe en la realización del Jardín de Robledo en el Real Sitio de San Ildefonso. También trabajó en el jardín de la Casita del Príncipe en El Pardo.

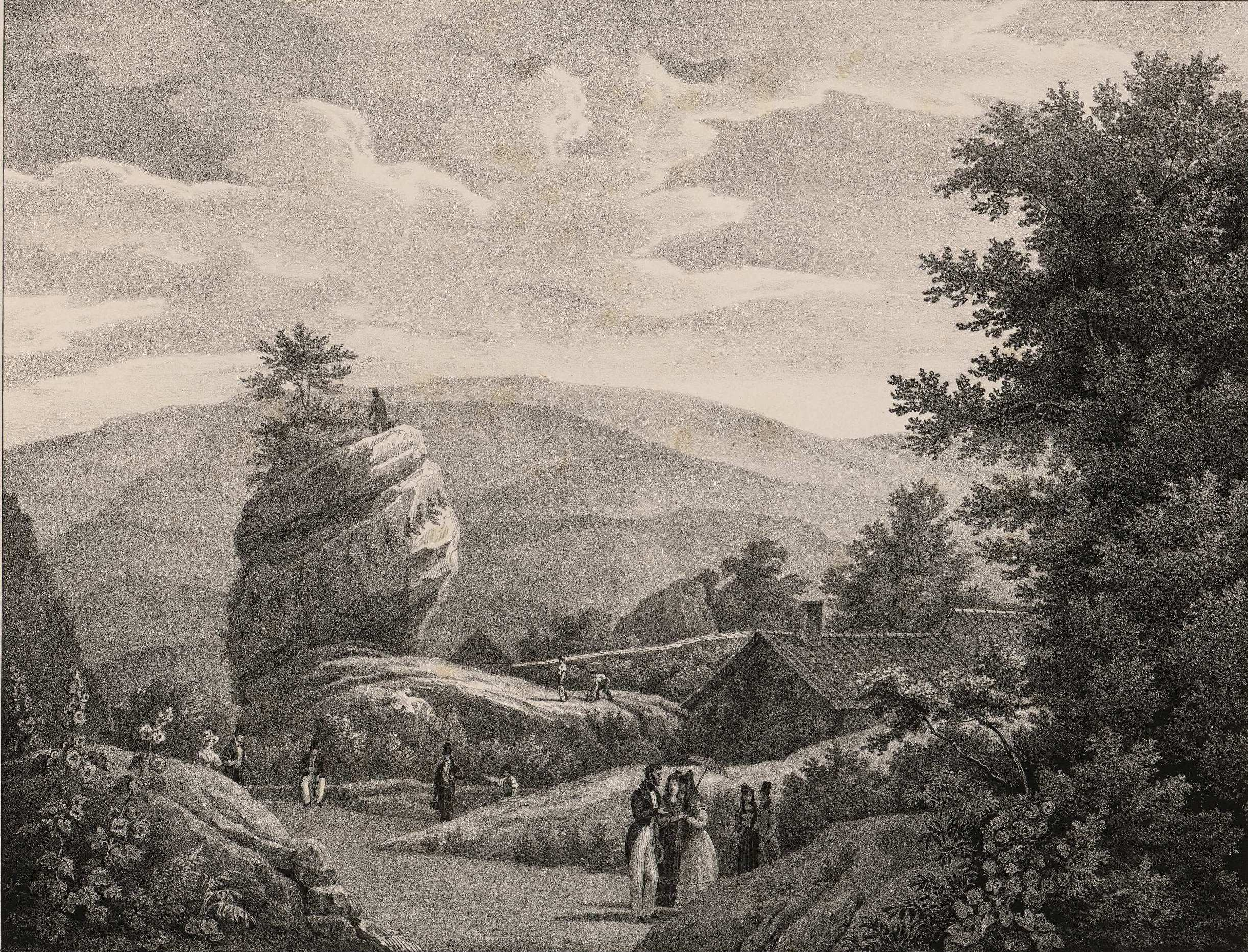
Vista del Jardín del Robledo, formado por Luis Lemmi en el Real Sitio de La Granja.

Su familia continuó sirviendo a los monarcas españoles. Así, su hijo José María sería jardinero mayor del Real Sitio de San Ildefonso en 1806, siendo sucedido también por su hijo Luis María (nieto de Luis) en 1815. Luis María seguiría siendo en 1828 director de los jardines del Palacio de La Granja.
Fue antepasado (probablemente tatarabuelo) del militar y hombre de letras, Eusebio de Gorbea y Lemmi, marido de la también escritora Encarnación Aragoneses, Elena Fortún.

### Individual
1. ↑  Orduña, Enrique (25 de agosto de 1969). «Aranjuez y la Granja de San Ildefonso, dos jardines históricos». Ciudad y Territorio Estudios Territoriales (4): 43-47. ISSN 2659-3254. Consultado el 29 de enero de 2023.
2. ↑  Buttlar, Adrian von (1993). Jardines del clasicismo y el romanticismo: el jardín paisajista. Editorial NEREA. p. 296. ISBN 978-84-86763-76-3. Consultado el 29 de enero de 2023.
3. ↑  Carlos III: alcalde de Madrid. Ayuntamiento de Madrid. 1988. p. 142. ISBN 978-84-7812-028-4. Consultado el 29 de enero de 2023.
4. ↑  Gómez Mendoza, Josefina (2003). El gobierno de la naturaleza en la ciudad. Ornato y ambientalismo en el Madrid decimonónico.. Real Academia de la Historia. p. 82. ISBN 978-84-96849-07-5. Consultado el 29 de enero de 2023.
5. ↑  Sedeños, Santos Martìn (1861). «Capítulo IX.». Descripción del Real Sitio de San Ildefonso, sus jardines y juentes. Imp de pedro Ondera. pp. 154-155. Consultado el 29 de enero de 2023.
6. ↑  Real Casa y Patrimonio de la Corona de España (1847). Guía de Casa Real y Patrimonio: Año de 1848. Madrid: Aguado. p. 190. Consultado el 29 de enero de 2023.
7. ↑  «[Documentos oficiales de los padres de Eusebio de Gorbea] [Manuscrito].». Real Academia Española. 1874.